# Arnito
 (avril 2020).
Arnito (de son nom de naissance Arnaud Fillion-Robin), né le 14 août 1979 à Annecy (Haute-Savoie), est un guitariste et compositeur français.

## Biographie
Arnito commence l'apprentissage de la guitare à l'âge de 13 ans. Après une période d'adolescence marquée par le rock et le metal, notamment sous l'influence d'un de ses professeurs, virtuose de la guitare électrique, Christophe Godin, il se découvre rapidement une passion pour le flamenco, style qu'il approfondira au cours de voyages réguliers en Andalousie. Entre 1999 et 2003, il suit d'abord une formation à la Music Academy International, avant d'intégrer les départements jazz des conservatoires d'Annecy et Chambéry.
Dès ses débuts, il compose et développe son langage musical dans divers registres : jazz, flamenco, musiques du monde, classique, contemporain, improvisation, folk, rock... Ses voyages en Asie, Afrique, Amérique du Sud et ses rencontres variées lui permettent par ailleurs de s'ouvrir à des musiques de transmission purement orale, tout en lui donnant le goût pour la fusion des genres et des cultures.
Depuis 2003, il donne de nombreux concerts avec différents groupes et en tant que soliste à la guitare classique à 7 cordes. Son catalogue compte aujourd'hui plus de 200 compositions pour diverses formations, allant de l'orchestre symphonique à la guitare solo. Il a produit 22 albums de ses compositions, en solo, en re-recording ou accompagné d'autres musiciens. Au gré des projets, il endosse parfois également d'autres rôles : bassiste, percussionniste, batteur, violoncelliste, chanteur, auteur, orchestrateur.

## Discographie

### Albums
- 2004 : Fase Flamenca
- 2008 : De la naissance à la mort
- 2010 : Mi granito de sal
- 2011 : Musiques de mon monde
- 2013 : L'instant
- 2014 : Ir[4]
- 2014 : Thébaïde[5]
- 2015 : Musiques de mon monde, vol.2[6]
- 2016 : Ekut[7]
- 2017 : Musiques de mon monde, vol.3[8]
- 2019 : Le vent, la route[9]
- 2021 : Standards
- 2022 : Scènes

### Collaborations
- 2010 : Ashaïn trio avec Dorin Gall et Olivier Delplanque
- 2011 : In a homely way, en duo avec Kim Won-Song[10]
- 2012 : For Paddy's children avec Loïc Sanlaville
- 2019 : Nisondia , en duo avec Adama Koeta (kora)
- 2021 : Awakening, avec Loïc Sanlaville et Abhirup Roy

### Albums sous le nom d'Arnaud Fillion
- 2020 : Concerto pour guitare et orchestre - Un ange parmi les soupirs , enregistré à la Radio Hongroise et interprété par les solistes Johan Smith (guitariste lauréat notamment du concours Guitar Foundation of America en 2019), Alain Arias (violon) et le Budapest Symphony Orchestra (direction Gergely Vajda (en) et László Kovács)[11],[12],[13].
- 2022 : Sonates pour guitare à 7 cordes n° 1 & 2, Diaphane

### Autres
Albums d'Arnito en tant qu'auteur-compositeur-interprète de chanson française,
- 2005 : Des histoires
- 2006 : Murmures